# Тапакуло еквадорський
Тапакуло еквадорський (Scytalopus robbinsi) — вид горобцеподібних птахів родини галітових (Rhinocryptidae).

## Поширення
Ендемік Еквадору. Поширений у провінціях Ель-Оро, Гуаяс, Каньяр та Асуай. Населяє підлісок вологого лісу на висоті від 700 до 1250 метрів над рівнем моря.

## Опис
Це невеликий птах довжиною 11 см. Дзьоб чорний і досить важкий. Оперення сіре з коричневими потилицею і хвостом. Хвіст чорнуватий. Нижня частина у самиць коричневіша, ніж у самців.